# Jörg Fiedler
Jörg Fiedler (* 21. února 1978 Lipsko, Německo) je bývalý německý sportovní šermíř, který se specializoval na šerm kordem. Německo reprezentoval v prvních letech nového tisíciletí. Na olympijských hrách startoval v roce 2000, 2004 a 2012. V soutěži jednotlivců se probojoval do čtvrtfinále na olympijských hrách v roce 2012. V roce 2011 a 2013 se stal mistrem Evropy v soutěži jednotlivců. S německým družstvem kordistů získal v roce 2004 bronzovou olympijskou medaili.